# Суверенное правительство Идинджи
Суверенное правительство идинджи или Племенная нация идинджи — аборигенное австралийское виртуальное государство, являющееся частью суверенитета австралийских аборигенов. Возглавляемое Мурруму Валубарой Идинджи, представители нации идинджи отказались от юридических связей с Австралией в 2014 году. Земля, на которую они претендуют, находится в штате Квинсленд и простирается «к югу от Порт-Дугласа, через Кэрнс, вглубь страны через плоскогорье Атертон и на 80 километров выходит в море». Главным министром является Гуджу Гуджу Гимуйбара, в то время как Мурруму является министром иностранных дел и торговли.
Правительство Идинджи надеется заключить меморандум о взаимопонимании с Австралийским Содружеством. Оно также «обращается к таким странам, как Россия и Венесуэла, с целью установления дипломатических отношений».
Нация идинджи имеет свою собственную систему лицензирования водителей. Мурруму было предъявлено обвинение полицией в мае 2015 года после того, как его поймали с правами и регистрационными знаками, выданными правительством Идинджи, а не правительством Квинсленда.